# Серый буревестник
Серый буревестник (лат. Ardenna grisea) — вид птиц семейства буревестниковых (Procellariidae). Распространён главным образом в южном полушарии, однако порой встречается и в северных широтах.

## Описание
Эта птица достигает размеров от 40 до 50 см и имеет размах крыльев от 95 до 110 см. У неё тёмное оперение и при плохих погодных условиях кажется почти чёрным. В солнечном свете видна тёмно-серая либо тёмно-коричневая окраска, а также серебристые края на нижней стороне крыльев. В полёте серый буревестник, как и другие представители семейства, наклоняется с одной стороны в другую и лишь изредка взмахивает крыльями. Своим сильным и прямолинейным образом полёта он напоминает небольшого альбатроса.

## Распространение

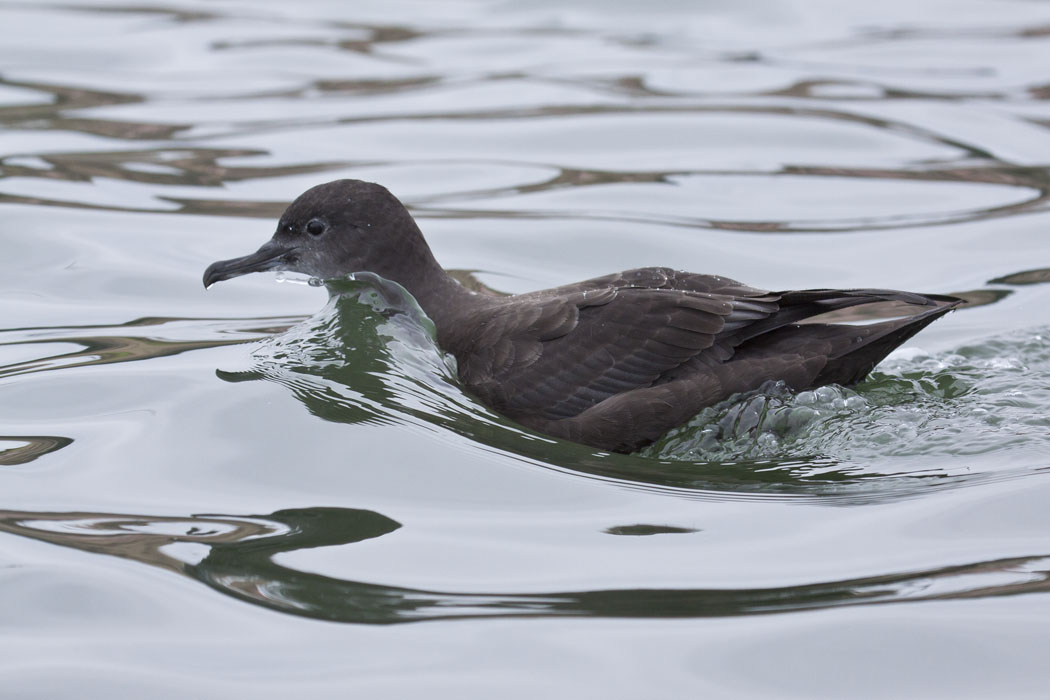
Серый буревестник после посадки на воду

Ареалы гнездования этого вида расположены на небольших островах в южной части Тихого и Атлантического океанов, прежде всего возле Новой Зеландии, Фолклендских островов и Огненной Земли. Численность серого буревестника на настоящий момент оценивается в 20 миллионов особей, однако значительно сокращается.
Серый буревестник — перелётная птица, которая ежегодно совершает очень далёкие странствия. Наблюдалось, как отдельные особи совершали перелёты длиной 64 тысячи км в год. После периода гнездования, длящегося с марта по май, эти птицы летят по западной части Тихого океана и Атлантики на север. В июне и июле они достигают субарктические воды и пересекают океан с запада на восток. С сентября по октябрь по восточной части океана они возвращаются в ареалы гнездования, в которые они прибывают в ноябре. К примеру, отрезок в Атлантическом океане от Фолклендских островов до северной Атлантики близ Норвегии составляет 14 тысяч километров. Иногда эта птица наблюдается и в Балтийском море. Места зимовки новозеландских популяций находятся близ Алеутских островов.

## Питание
Серый буревестник питается рыбой и колеоидеями, умея нырять на глубину до 6-8 м. Пища добывается главным образом в верхних слоях воды. Наблюдалось, как эти птицы сопровождали китов и рыболовецкие судна, чтобы схватить распуганную рыбу.

## Размножение
Серый буревестник гнездится в крупных колониях и сооружает своё гнездо в земляном отверстии, посещая его лишь по ночам, чтобы избегать нападений крупных чаек.

## Охота
Эта птица традиционно ловится и употребляется в пищу новозеландскими маори. Птенцы изымаются из гнёзд ещё до обретения способности летать. Для лучшего хранения мясо часто засаливается и продаётся на новозеландских рынках. Квоты на ловлю серого буревестника призваны сохранять его численность.